# Condado de Wayne (Míchigan)
El condado de Wayne (en inglés: Wayne County), fundado en 1796 y cuyo nombre honra la memoria del general "Mad Anthony" Wayne, es un condado del estado estadounidense de Míchigan. En el año 2000 tenía una población de 2.061.162 habitantes con una densidad de población de 1.296 personas por km². La sede del condado se encuentra en el Guardian Building de Detroit.

## Historia
El condado de Wayne era el sexto condado en el Territorio del Noroeste, formado el 15 de agosto de 1796, a partir de partes de los condados territoriales de Hamilton y Knox, así como del territorio no organizado. Lleva el nombre del general "Mad Anthony" Wayne. Originalmente abarcaba toda el área de la Península Inferior de Michigan, la mayor parte de la Península Superior, así como secciones más pequeñas que ahora forman parte del norte de Ohio, Indiana, Illinois y Wisconsin. Por proclamación del secretario territorial y gobernador interino, Winthrop Sargent, el 15 de agosto de 1796, se declaró que los límites del condado de Wayne comenzarían en la desembocadura del río Cuyahoga, luego hacia el oeste hasta Fort Wayne, luego hasta el punto más al sur del lago Michigan y a lo largo de la costa occidental hacia el norte hasta el límite territorial en el lago Superior y luego a lo largo del límite territorial a través de los lagos Hurón, Saint Clair y Erie hasta el punto de partida.
La primera división del condado se produjo el 1 de noviembre de 1798 en los cuatro municipios de Detroit, Hamtramck, Mackinaw y Sargent. Su extensión incluía todo el actual estado de Michigan además de partes de Indiana, Ohio y Wisconsin, de modo que los municipios erigidos en ese momento eran mucho más grandes que las divisiones actuales.
El 14 de enero de 1803, el gobernador del territorio de Indiana, William Henry Harrison, emitió una proclamación similar definiendo los límites. Este límite incluiría Chicago, Illinois y una franja considerable de Wisconsin a lo largo del lago Michigan.
Estos límites se ajustarían a medida que Indiana e Illinois se convirtieran en estados de los Estados Unidos y se formaran otros condados dentro del territorio de Michigan.

## Geografía
Según la oficina del censo el condado tiene una superficie total de 1741 km² (672,2 mi²), de los que 1591 km² (614,3 mi²) son tierra y 150 km² (57,9 mi²) (8,64%) son agua.

### Condados adyacentes
- Condado de Washtenaw - oeste
- Condado de Monroe - sur
- Condado de Macomb - noreste
- Condado de Oakland - noroeste
- Condado de Essex - este

### Medios de transporte

#### Aeropuertos
El más importante es el Aeropuerto Internacional de Detroit.

#### Principales carreteras y autopistas
| - Interestatal 75 - Interestatal 94 - Interestatal 96 - Interestatal 275 - Interestatal 375 - U.S. Autopista 12 - U.S. Autopista 24 | - Carretera estatal 1 - Carretera estatal 3 - Carretera estatal 5 - Carretera estatal 8 - Carretera estatal 10 - Carretera estatal 14 - Carretera estatal 39 - Carretera estatal 53 - Carretera estatal 85 - Carretera estatal 97 - Carretera estatal 102 - Carretera estatal 153 |

### Espacios protegidos
En este condado se encuentra el refugio internacional de la vida salvaje del río Detroit.

## Demografía
Según el censo del 2000 la renta per cápita media de los habitantes del condado era de 40.776 dólares y el ingreso medio de una familia era de 48.805 dólares. En el año 2000 los hombres tenían unos ingresos anuales 42.392 dólares frente a los 29.027 dólares que percibían las mujeres. El ingreso por habitante era de 20.058 dólares y alrededor de un 16,40% de la población estaba bajo el umbral de pobreza nacional.

## Lugares

### Ciudades
| - Allen Park - Belleville - Dearborn Heights - Dearborn - Detroit - Ecorse - Flat Rock - Garden City | - Gibraltar - Grosse Pointe - Village of Grosse Pointe Shores (parcial) - Grosse Pointe Farms - Grosse Pointe Park - Grosse Pointe Woods - Hamtramck - Harper Woods - Highland Park | - Inkster - Lincoln Park - Livonia - Melvindale - Northville (de modo parcial) - Plymouth - River Rouge - Riverview | - Rockwood - Romulus - Southgate - Taylor - Trenton - Wayne - Westland - Woodhaven - Wyandotte |

### Municipios
| - Municipio de Brownstown Charter - Municipio de Canton Charter - Municipio de Grosse Ile - Municipio de Huron Charter | - Municipio de Northville Charter - Municipio de Plymouth Charter - Municipio de Redford Charter - Municipio de Sumpter Charter - Municipio de Van Buren Charter |